# Yuki Midorikawa
Yuki Midorikawa (緑川ゆき Midorikawa Yuki?, Prefectura de Kumamoto, Japón, 23 de mayo de 1973) es una dibujante de manga y diseñadora de personajes japonés. Es conocida principalmente por su obra Natsume Yūjin-Chō, la cual fue adaptada al anime, llegando a tener un total de 7 temporadas hasta la fecha. Asimismo, una de las historias contenida en el manga Hotarubi no Mori e fue adaptada a una película de animación bajo el mismo nombre en el 2011.

## Carrera
Comenzó a trabajar seriamente en su carrera como mangaka desde que cursaba la secundaria. En 1998 se vinculó con Hakusensha, en donde comenzó a publicar en las revistas LaLa DX y posteriormente en LaLa.
En 1998 su obra Coffee Hirari ganó el primer lugar del 18° LMG Fresh Debut award.
En el año 2000 su obra debut Akaku Saku Koe ganó el Premio Hakusensha Athena Shinjin Taishō.
En 2008 su obra Natsume Yūjin-Chō quedó dentro de los 12 finalistas durante la primera edición de los Manga Taishō award.
En 2013 Junko Kanechiku comenzó a publicar en LaLa Melody Online un yon-koma spin-off de la obra célebre de Midorikawa, Natsume Yūjin-Chō, la cual fue titulada  Nyanko-sensei ga Iku!. Esta serie se encuentra protagonizada por Nyanko-sensei, personaje original de Midorikawa, y narra sus aventuras en formato chibi.

## Obras
| Año       | Manga                                             | Revista        | Editorial  | Volúmenes   | Género                        | Estado     |
| --------- | ------------------------------------------------- | -------------- | ---------- | ----------- | ----------------------------- | ---------- |
| 1998      | Coffee Hirari (珈琲ひらり)                        | LaLa DX        | Hakusensha | -           | -                             | Finalizado |
| 1998-2000 | Akaku Saku Koe (あかく咲く声)                     | LaLa y LaLa DX | Hakusensha | 3           | Drama, Shōjo, Romance         | Finalizado |
| 2000      | Natsu ni wa Tameiki wo Tsuku (夏にはため息をつく) | LaLa           | Hakusensha | Oneshot     | Shōjo                         | Finalizado |
| 2001      | Hana Oi Hito (花追い人)                           | LaLa           | Hakusensha | 3 capítulos | Shōjo                         | Finalizado |
| 2002      | Atsui Hibi (アツイヒビ)                           | LaLa DX        | Hakusensha | 1           | Drama, Shōjo ,Vida de escuela | Finalizado |
| 2002-2004 | Hiiro no Isu (緋色の椅子)                         | LaLa DX        | Hakusensha | 3           | Fantasía, Shōjo , Romance     | Finalizado |
| 2003      | Hotarubi no Mori e (蛍火の杜へ)                   | LaLa y LaLa DX | Hakusensha | 1           | Drama, Shōjo, Romance         | Finalizado |
| 2003      | Taion no Kakera (体温のかけら)                    | LaLa           | Hakusensha | Oneshot     | Shōjo                         | Finalizado |
| 2004      | Akatsuki no Majutsushi (暁の魔術師)               | LaLa DX        | Hakusensha | Oneshot     | Shōjo                         | Finalizado |
| 2005      | Hoshi mo Mienai (星も見えない)                    | LaLa DX        | Hakusensha | Oneshot     | Shōjo                         | Finalizado |
| 2005      | Natsume Yūjin-Chō (夏目友人帳)                    | LaLa y LaLa DX | Hakusensha | 29          | Drama, Shōjo, Supernatural    | En curso   |